# Amelie Pettersson
Amelie Sofie Rosalie Petersson, född 13 april 1854 i Dingtuna församling, död 23 oktober 1916 i Bredestads församling, var en svensk rösträttsaktivist. Hon var ordförande för Föreningen för kvinnans politiska rösträtt i Aneby 1914–1916.